# Abu Hakfa
Abu Hakfa (tiếng Ả Rập: أبو حكفة) là một ngôi làng Syria nằm ở phó huyện Uqayribat thuộc huyện Salamiyah, Hama. Theo Cục Thống kê Trung ương Syria (CBS), Abu Hakfa có dân số 250 người trong cuộc điều tra dân số năm 2004.